# NN Serpentis
NN Serpentis (NN Ser) es un sistema  binario formado por una enana blanca y una enana roja.
De magnitud aparente +16,7, está encuadrado en la constelación de Serpens, en la región de Serpens Caput, visualmente a 17 minutos de arco de 39 Serpentis.
Se encuentra a 512 pársecs (1670 años luz) del sistema solar.

## Componentes del sistema
La enana blanca del sistema tiene tipo espectral DAO1.
Su núcleo es de carbono y oxígeno y está rodeado por una gruesa capa de hidrógeno.
Muy caliente, tiene una temperatura efectiva de 57.000 ± 3.000 K.
Con una masa de 0,535 masas solares, su radio equivale al 2,1% del que tiene el Sol.
Su edad de enfriamiento, como remanente estelar, es de aproximadamente un millón de años.
La enana roja es de tipo espectral M4 y tiene una masa igual al 11,1% de la del Sol.
No tiene forma esférica debido a la fuerte atracción ejercida por su densa y masiva acompañante, estando su radio comprendido —dependiendo de la zona considerada— entre 0,147 y 0,153 radios solares.

## Parámetros orbitales
El período orbital de NN Serpentis es de 0,13008 días o 3,13 horas.
Las dos componentes están muy próximas entre sí, siendo la separación entre ellas inferior al radio solar (0,93 radios solares).
El plano orbital está inclinado 89,6º respecto al plano del cielo —vemos la órbita casi de perfil—, por lo que el sistema es una binaria eclipsante.
En el pasado las dos componentes compartían la misma envoltura y, en el futuro, el sistema evolucionará hacia una variable cataclísmica.

## Sistema planetario
Desde 2010 se conoce la existencia de dos planetas en torno al sistema NN Serpentis AB.
NN Serpentis d, el planeta más interior, orbita a 3,39 UA del sistema AB, mientras que NN Serpentis c, el más externo, orbita a 5,38 UA.
Los dos planetas pueden haber sobrevivido la fase de envoltura común del sistema AB que dio lugar a la enana blanca hoy presente, o bien pueden ser planetas de segunda generación originados a partir de un disco circumbinario creado al final de dicha fase. En este último caso, los planetas serían muy jóvenes.
| Acompañante (En orden desde la estrella) | Masa (MJ)     | Período orbital (días) | Semieje mayor (UA) | Excentricidad |
| ---------------------------------------- | ------------- | ---------------------- | ------------------ | ------------- |
| NN Serpentis d                           | > 2,28 ± 0,38 | 2830 ± 130             | 3,39 ± 0,1         | 0,2 ± 0,02    |
| NN Serpentis c                           | > 6,91 ± 0,54 | 5660 ± 165             | 5,38 ± 0,2         | 0             |